# روماننیو
روماننیو (به ایتالیایی: Romanengo) یک کومونه در ایتالیا است که در استان کریمونا واقع شده‌است.

## خصوصیات
روماننیو ۱۴٫۹ کیلومترمربع مساحت و ۲٬۷۱۶ نفر جمعیت دارد.